# Esciró

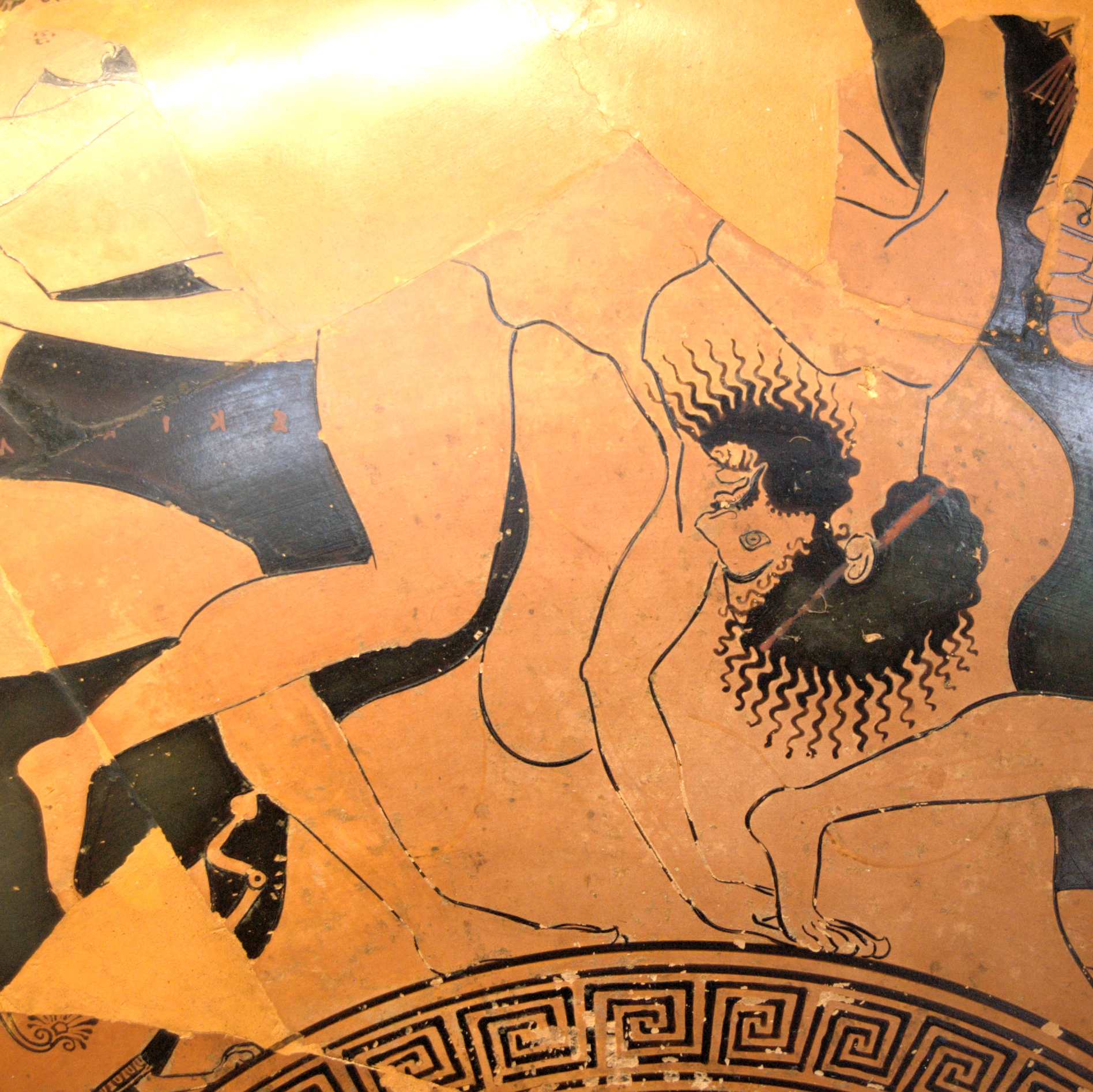
Esciró abatut per Teseu, vas de tipus àtic, 500–490 aC, Museu del Louvre (G 104).

Esciró (en grec antic Σκίρων o Σκείρων Skiron o Skeiron) va ser segons la mitologia grega un corinti fill de Pèlops, o potser de Posidó que s'havia establert en territori de Mègara en un lloc anomenat Roques Esciròniques, per on passava el camí que corria vora la costa. Obligava els viatgers a rentar-li els peus i quan ho feien els llençava al mar on una enorme tortuga devorava els cossos de les víctimes. Teseu, quan anava de Trezè cap a Atenes, el va matar. A l'estoa d'Atenes un grup escultòric representava a Teseu matant a Esciró.
Però a Mègara s'explicava una altra història. Deien que Esciró va ser un heroi benefactor, i descendia de les millors famílies del país. Estava casat amb Cariclo, filla de Cicreu, que era fill de Salamina i Posidó. Del matrimoni d'Esciró i Cariclo va néixer Endeida, que va ser l'esposa d'Èac i la mare de Telamó i de Peleu. Segons aquesta llegenda, Teseu no l'hauria mort de retorn d'Atenes, sinó quan ja era rei i va fer una expedició per apoderar-se d'Eleusis. Una tradició diferent deia que Teseu i Esciró eren parents, perquè Esciró era fill de Canet i d'Heníoque, filla de Piteu i, per tant, germana d'Etra, la mare de Teseu. Teseu i Esciró eren cosins germans, i es deia que per purificar-se d'aquesta mort, Teseu havia establert els Jocs Ístmics, en honor d'Esciró.
També es presenta a Esciró com un fill del rei de Mègara, Pilas. El seu avi era Clesó i el seu besavi Lèlex. S'havia casat amb una de les filles del rei d'Atenes, d'on el van expulsar els fills de Mecíon. Va barallar-se amb Nisos, un dels seus cunyats, quan Pandíon ja havia mort, perquè Nisos havia obtingut el tron de Mègara. Tots dos es van sotmetre al judici d'Èac, que va distribuir el poder entre l'un i l'altre. Va donar la reialesa a Nisos i el comandament de l'exèrcit a Esciró.